# Hygrophila perrieri
Hygrophila perrieri är en akantusväxtart som beskrevs av Raymond Benoist. Hygrophila perrieri ingår i släktet Hygrophila och familjen akantusväxter. Inga underarter finns listade i Catalogue of Life.